# Anonyx debruyni
Espèce
Anonyx debruyni est une espèce d'amphipodes de la famille des Uristidae. Elle a été nommée en l'honneur du navigateur hollandais Anton De Bruyne par Paulus Peronius Cato Hoek en 1882.